# Ingrid Neel
Ingrid Neel (Oyster Bay, 16 juni 1998) is een tennisspeelster uit de Verenigde Staten van Amerika. Sinds april 2023 komt zij uit voor Estland, het geboorteland van haar grootmoeder.

## Loopbaan
Neel begon op vierjarige leeftijd met tennis. Zij is actief in het internationale tennis sinds 2014. In dat jaar won zij meteen haar eerste toernooi op het ITF-circuit, het $10.000-toernooi van Amelia Island.
In 2015 bereikte zij de kwartfinale van Wimbledon bij de junioren in het dubbelspel, samen met de Britse Maia Lumsden. In 2015 kreeg zij samen met Tornado Alicia Black een wildcard op het US Open damesdubbelspel waarmee zij haar grandslamdebuut maakte – zij bereikten er de tweede ronde.
In 2021 won Neel haar eerste WTA-titel, op het toernooi van Bogota, samen met Française Elixane Lechemia. Toen dit koppel een week later ook nog de halve finale bereikte van het Musc Health Women's Open in Charleston, plus in mei de halve finale in Straatsburg, kwam zij binnen in de top 100 van de wereldranglijst in het dubbelspel. Daarmee kreeg zij toegang tot het dubbelspel van Wimbledon, waar zij met Lechemia het Nederlandse koppel Kiki Bertens en Lesley Pattinama-Kerkhove versloeg.
In mei 2023 won Neel haar tweede dubbelspeltitel, op het WTA-toernooi van Florence, samen met de Duitse Vivian Heisen. Drie weken later volgde de derde, in Makarska, geflankeerd door de Taiwanese Wu Fang-hsien. De week erna scoorde zij voor de vierde keer, op het toernooi van Nottingham, nu aan de zijde van de Noorse Ulrikke Eikeri. Terug met Eikeri won zij haar vijfde titel in Chicago. In september betrad zij voor het eerst de top 50 van het dubbelspel. Later die maand won zij haar zesde dubbelspeltitel, weer samen met de Noorse, op het WTA 500-toernooi van Tokio.
In juni 2024 won Neel haar zevende dubbelspeltitel, op het toernooi van Rosmalen, samen met de Nederlandse Bibiane Schoofs.

### Tennis in teamverband
In 2023 en 2024 maakte Neel deel uit van het Estische Fed Cup-team – zij vergaarde daar een winst/verlies-balans van 6–1.

## Posities op deWTA-ranglijst
Positie per einde seizoen:
| jaar | rang enkelspel | rang dubbelspel |
| ---- | -------------- | --------------- |
| 2014 | 815            | 1145            |
| 2015 | 580            | 273             |
| 2016 | 673            | 147             |
| 2017 | 766            | 457             |
| 2018 | 707            | 170             |
| 2019 | 670            | 143             |
| 2020 | 705            | 130             |
| 2021 | 878            | 95              |
| 2022 | 1356           | 82              |
| 2023 | –              | 39              |

## Resultaten grandslamtoernooien
| Legenda | Legenda                          |
| ------- | -------------------------------- |
| g.t.    | geen toernooi gehouden           |
| l.c.    | lagere categorie                 |
| –       | niet deelgenomen                 |
| G       | uitgeschakeld in de groepsfase   |
| 1R      | uitgeschakeld in de eerste ronde |
| 2R      | uitgeschakeld in de tweede ronde |
| 3R      | uitgeschakeld in de derde ronde  |
| 4R      | uitgeschakeld in de vierde ronde |
| KF      | uitgeschakeld in de kwartfinale  |
| HF      | uitgeschakeld in de halve finale |
| F       | de finale verloren               |
| W       | het toernooi gewonnen            |
| w-v     | winst/verlies-balans             |

### Enkelspel
geen deelname

### Vrouwendubbelspel
| toernooi        | 2015 |    | 2021 | 2022 | 2023 | 2024 |
| --------------- | ---- | -- | ---- | ---- | ---- | ---- |
| Australian Open | –    | –  | 1R   | –    | –    |      |
| Roland Garros   | –    | –  | –    | 2R   | 3R   |      |
| Wimbledon       | –    | 2R | 2R   | 1R   |      |      |
| US Open         | 2R   | 1R | 2R   | 1R   |      |      |

## Palmares
| Legenda                 |
| ----------------------- |
| Grandslamtoernooi       |
| Olympische Spelen       |
| Year-End Championships  |
| Premier Mandatory       |
| Premier Five / WTA 1000 |
| Premier / WTA 500       |
| International / WTA 250 |
| Challenger / WTA 125    |

### WTA-finaleplaatsen enkelspel
geen

### WTA-finaleplaatsen vrouwendubbelspel
| nr.              | finale     | toernooi       | ondergrond | partner          | tegenstandsters                       | score            |         |
| ---------------- | ---------- | -------------- | ---------- | ---------------- | ------------------------------------- | ---------------- | ------- |
| gewonnen finales |            |                |            |                  |                                       |                  |         |
| 1.               | 2021-04-11 | WTA Bogota     | gravel     | Elixane Lechemia | Mihaela Buzărnescu Anna-Lena Friedsam | 6-3, 6-4         | details |
| 2.               | 2023-05-21 | WTA Florence   | gravel     | Vivian Heisen    | Asia Muhammad Giuliana Olmos          | 1-6, 6-2, [10-8] | details |
| 3.               | 2023-06-10 | WTA Makarska   | gravel     | Wu Fang-hsien    | Anna Sisková Renata Voráčová          | 6-3, 7-5         | details |
| 4.               | 2023-06-18 | WTA Nottingham | gras       | Ulrikke Eikeri   | Harriet Dart Heather Watson           | 7-6, 5-7, [10-8] | details |
| 5.               | 2023-08-25 | WTA Chicago    | hardcourt  | Ulrikke Eikeri   | Cristina Bucșa Aleksandra Panova      | walk-over        | details |
| 6.               | 2023-09-30 | WTA Tokio      | hardcourt  | Ulrikke Eikeri   | Eri Hozumi Makoto Ninomiya            | 3-6, 7-5, [10-5] | details |
| 7.               | 2024-06-16 | WTA Rosmalen   | gras       | Bibiane Schoofs  | Tereza Mihalíková Olivia Nicholls     | 7-6, 6-3         | details |
| verloren finales |            |                |            |                  |                                       |                  |         |
| 1.               | 2024-04-21 | WTA Stuttgart  | gravel (i) | Ulrikke Eikeri   | Chan Hao-ching Veronika Koedermetova  | 6-4, 3-6, [2-10] | details |